# Мараса (село)
 Мараса  — село в Алексеевском районе Татарстана. Входит в состав Ерыклинского сельского поселения.

## География
Находится в западной части Татарстана на расстоянии приблизительно 47 км по прямой на юг от районного центра Алексеевское у речки Мараса.

## История
Основано в первой половине XVIII веке. В 1812 году была построена Казанско-Богородицкая церковь, в начале XX века здесь была церковно-приходская школа. Упоминалось также как Богородское, Мураса.

## Население
Постоянных жителей было: в 1782 году — 163 души мужского пола, в 1859 году — 750, в 1897 году — 1106, в 1908 году — 1109, в 1920 году — 1333, в 1926 году — 1077, в 1938 году — 914, в 1949 году — 533, в 1958 году — 405, в 1970 году — 380, в 1979 году — 327, в 1989 году — 253, в 2002— 219 (русские 98 %), 159 в 2010.